# PartyNextDoor
PartyNextDoor, pseudonimo di Jahron Anthony Brathwaite (Mississauga, 3 luglio 1993), è un cantautore e beatmaker canadese.
È stato il primo artista a firmare per OVO Sound, etichetta discografica del collega Drake, con la quale ha pubblicato il suo primo EP eponimo nel 2013. L'anno successivo pubblica PartyNextDoor Two e PNDColours, seguiti da PartyNextDoor 3 nel 2016. Nel corso della sua carriera ha collaborato con molti artisti, tra cui spiccano Drake, Rihanna, Big Sean e Jeremih.
Come cantautore ha avuto successo dopo aver scritto Work, singolo di Rihanna pubblicato all'interno dell'album Anti, che ha raggiunto la vetta della Billboard Hot 100; per DJ Khaled ha scritto Wild Thoughts, che ha raggiunto la seconda posizione nella classifica statunitense ed è stato certificato cinque volte disco di platino dalla RIAA.

## Biografia
Jahron Brathwaite nasce da madre giamaicana e padre trinidadiano a Missisauga, in Canada.

### Primi anni e il debutto nella musica (2007–2014)
Il cantante inizia la sua carriera musicale fondendo la musica elettronica con l'R&B, producendo sotto il suo vero nome; all'età di 18 anni firma un contratto con l'etichetta Warner Chappell Music, e sceglie di usare lo pseudonimo PartyNextDoor. Il 1º luglio 2013 pubblica il suo primo EP, PartyNextDoor, su iTunes Store: il disco debutta alla sesta posizione della Top Heatseekers edita da Billboard, vendendo 2 000 unità. Il 20 luglio raggiunge la trentaquattresima posizione nella Top R&B/Hip-Hop Albums. La sua prima collaborazione è quella con il rapper canadese Drake nell'album Nothing Was the Same: il canto di PartyNextDoor è stato usato come voce di sottofondo nelle tracce Own It e Come Thru.
Il suo album in studio di debutto viene pubblicato il 30 luglio 2014 sotto il nome di PartyNextDoor Two, anticipato dai singoli Muse, Her Way e Recognize, realizzata in collaborazione con Drake, che ha raggiunto la centotreesima posizione nella Billboard Hot 100. Nel mese di dicembre ha pubblicato l'EP di quattro tracce PNDColours, che avrà un seguito con Colours 2 nel 2017. Nel 2015 produce tre brani per Drake, Legend, Preach e Wednesday Night Interlude, contenuti nel mixtape If You're Reading This It's Too Late.

### PartyNextDoor 3(2015–2018)
PartyNextDoor vede la prima posizione nella Billboard Hot 100 come cantautore dopo aver scritto il testo di Work, singolo di Rihanna pubblicato il 27 gennaio 2016 e contenuto nell'album Anti. Il singolo ha tenuto la vetta per nove settimane consecutive. Oltre a Work, PartyNextDoor ha scritto anche il testo di Sex with Me, contenuto nello stesso disco.
Il 25 marzo viene pubblicato Come and See Me, singolo che presenta Drake come ospite ed estratto dal secondo album in studio PartyNextDoor 3. Il video musicale di accompagnamento è stato pubblicato il 23 giugno su Snapchat; diretto da Adrian Martinez, contiene le apparizioni di Kylie Jenner, Big Sean e Jhené Aiko. Il singolo ha ricevuto una candidatura alla 59ª edizione dei Grammy Awards come miglior canzone R&B, ed è stato inserito nella colonna sonora del videogioco NBA 2K17. Il 15 giugno il cantante statunitense Jeremih ha annunciato un album collaborativo con PartyNextDoor su radio Real 92.3 LA, denominato Late Night Party. I due collaborano quindi per la realizzazione di Like That, singolo che presenta Lil Wayne come featuring, e vanno in tour insieme.
Il 21 giugno viene annunciata la pubblicazione del secondo album in studio, PartyNextDoor 3, prevista per il 12 agosto e anticipata dal secondo estratto Not Nice.
Il 4 giugno 2017 viene pubblicato l'EP Colours 2, seguito di PNDColours, senza alcun preavviso. Il progetto è stato accompagnato da un cortometraggio pubblicato una settimana dopo, il 12 giugno. PartyNextDoor pubblica il suo quarto EP il 29 settembre sotto il nome di Seven Days, supportato dagli artisti Halsey e Rick Ross, presenti come ospiti.
L'8 febbraio 2018 collabora con Calvin Harris al singolo Nuh Ready Nuh Ready, che raggiunge la quarantottesima posizione nella britannica Official Singles Chart e l'ottantatreesima nella Billboard Canadian Hot 100.

### Partymobile e Partynextdoor 4(2019–2024)
Dopo un periodo di pausa, il cantante torna nella musica pubblicando i singoli The News e Loyal, quest'ultimo in collaborazione con Drake. I due brani sono stati pubblicati il 22 novembre 2019 come estratti dal terzo album in studio Partymobile, previsto per febbraio 2020. La data fu poi posticipata al 27 marzo, dove il disco è stato pubblicato per OVO Sound e Warner Records, raggiungendo la terza posizione nella Billboard Canadian Hot 100 e l'ottava nella Billboard 200.
Il 15 ottobre 2020 il cantante ha annunciato a sorpresa l'uscita di PartyPack , un EP contenente 7 brani inediti, venendo pubblicato il giorno dopo.  Nel corso del 2023 ritorna sulle scene musicali pubblicando i singoli Her Old Friends e Resentment.
Nel 2024 pubblica il singolo Real Woman e successivamente annuncia l'uscita del suo nuovo album in studio, PartyNextDoor 4, prevista per il 26 aprile dello stesso anno.

## Discografia

### Album in studio
- 2014 – PartyNextDoor Two
- 2016 – PartyNextDoor 3
- 2020 – Partymobile
- 2024 – PartyNextDoor 4
- 2025 – Some Sexy Songs 4 U (con Drake)

### EP
- 2013 – PartyNextDoor
- 2014 – PNDColours
- 2017 – Colours 2
- 2017 – Seven Days
- 2020 – PartyPack

### Singoli

#### Come artista principale
- 2013 – Make a Mil
- 2013 – Wus Good / Curious
- 2013 – Over Here (feat. Drake)
- 2013 – Muse
- 2014 – Her Way
- 2014 – Recognize (feat. Drake)
- 2014 – Sex on the Beach
- 2016 – Come and See Me (feat. Drake)
- 2016 – Like That (con Jeremih feat. Lil Wayne)
- 2016 – Not Nice
- 2019 – Loyal (feat. Drake)
- 2019 – The News
- 2020 – Split Decision
- 2020 – Believe It (con Rihanna)
- 2023 – Her Old Friends
- 2023 – Resentment
- 2024 – Real Woman
- 2025 - Die Trying

#### Come artista ospite
- 2015 – Preach (Drake feat. PartyNextDoor)
- 2017 – Run Up (Major Lazer feat. PartyNextDoor e Nicki Minaj)
- 2017 – Still Got Time (Zayn feat. PartyNextDoor)
- 2017 – One I Want (Majid Jordan feat. PartyNextDoor)
- 2018 – Nuh Ready Nuh Ready (Calvin Harris feat. PartyNextDoor)
- 2018 – Woulndn't Leave (Kanye West feat. PartyNextDoor)
- 2018 – Ghost Town (Kanye West feat. PartyNextDoor)
- 2020 – Excitement (Trippie Redd feat. PartyNextDoor)

## Riconoscimenti
- Grammy Award[19]
  - 2017 – Candidatura per la miglior canzone R&B (Come and See Me)
  - 2017 – Candidatura per l'album dell'anno (come artista ospite di Views)
- MTVU Woodie Awards
  - 2017 – Scrittore dell'anno
- Juno Award
  - 2017 – Candidatura per la registrazione R&B/Soul dell'anno (PartyNextDoor 3)
- Canadian Radio Music Awards
  - 2017 – Candidatura per miglior nuovo gruppo o artista solista Dance/Urban/Rhythmic
- Billboard Music Awards
  - 2017 – Candidatura per la miglior collaborazione R&B (Come and See Me con Drake)
- iHeartRadio Much Music Video Awards
  - 2017 – Miglior nuovo artista canadese
- Secret Genius Awards
  - 2017 – Secret Genius R&B